# Latham Trimotor
Le Latham Trimoteur est un grand hydravion à coque biplan trimoteur français construit juste après la Première Guerre mondiale et utilisé en petit nombre par la marine française.

## Spécifications
- Les hélices : 4 pales
- Temps de montée en altitude : 19 min à 2 000 m (6 600 ft)
- la distance et le temps de décollage à charge maximale : 220 m (720 ft) ; 25 sec

## Sources
- (en) Cet article est partiellement ou en totalité issu de l’article de Wikipédia en anglais intitulé « Latham Trimotor » (voir la liste des auteurs).